# SN 2004ie
SN 2004ie – supernowa typu Ia odkryta 16 października 2004 roku w galaktyce A220146+0114. W momencie odkrycia miała maksymalną jasność 17,50m.